# Дженюъри Джоунс
Дженюъри Кристен Джоунс (на английски: January Kristen Jones) (родена на 5 януари 1978 г.) е американска актриса модел. Известна е с ролята си на Бети Дрейпър в сериала „Момчетата от Медисън авеню“. Изпълнява ролята на Мелиса в „Последният човек на Земята“.

## Личен живот
На 13 септември 2011 г. Джоунс ражда сина си, когото кръщава Зандър Дейн Джоунс.